# Geelong Art Gallery
La Geelong Art Gallery (galerie d'art Geelong) est une galerie régionale majeure dans la ville de Geelong, à Victoria, en Australie. La galerie possède environ 5 000 œuvres d'art dans sa collection.

## Histoire
La capacité de galerie d'art à Geelong fut initialement demandée grâce à une requête en 1895, par les membres de la ligue du progrès de la ville de Geelong. C'est en mai 1900, que l'autorisation fut donnée pour que l'Association de Geelong Galerie Art puisse procéder à l'accrochage de tableaux sur trois murs dans l'hôtel de ville de Geelong.
Parmi les premières acquisitions réalisées, une peinture de A Bush Burial de Frederick McCubbin (1890), coûta 100 guinées (210 $ USD) à l'époque. La galerie fut ensuite rapidement déplacée vers le bâtiment de la bibliothèque à Moorabool Street (entre Malop et Streets Corio).
Jason Smith fut directeur du musée de 2016 à 2024.

## Collections actuelles
La Geelong Art Gallery dispose de peintures européennes et arts décoratifs, y compris la porcelaine des XVIIIe et XIXe siècles anglais, poterie d'art britannique, argent colonial australien, ainsi que des peintures australiennes contemporaines, gravures, sculptures et céramiques.
Il existe aussi un certain nombre d'œuvres remarquables dans la collection de la galerie, notamment des peintres suivants :
- View of Geelong (en) d'Eugene von Guérard (1856) ;
- A bush burial (en) de Frederick McCubbin (1890).